# Andreas Kraniotakes
Andreas Kraniotakes (* 10. Dezember 1981 in München) ist ein ehemaliger griechisch-deutscher Mixed-Martial-Arts-Kämpfer, der im Schwergewicht antrat. Sein Spitzname lautet Big Daddy. Er war Schwergewichtschampion der German MMA Championship (GMC). Aktuell ist er Sportkommentator für UFC-Übertragungen bei DAZN.

## Biografie
Kraniotakes wurde als Sohn eines griechischen Vaters und einer deutschen Mutter geboren. Im Alter von zwölf Jahren begann er Judo zu trainieren. Die nächsten neun Jahre blieb er diesem Sport treu und war darin sehr erfolgreich. Die bayerischen Judo-Meisterschaften gewann er sieben Mal, die süddeutschen Meisterschaften ein Mal. Auf der Deutschen Meisterschaft erreichte er den fünften Platz. Heute hat er den braunen Gürtel im Judo. Im Jahre 2002 hat er auch Karate, Boxen, Kickboxen und Wing Chun trainiert. 2005 trat er in den ersten Wing-Chun-Meisterschaften Deutschlands an, welche noch ein „No-Holds-Barred-Turnier“ waren. Dort besiegte er zwei Gegner durch Knockout jeweils in der zweiten Runde und gewann so dieses Turnier. Da er am „No-Holds-Barred“ Gefallen fand, begann er 2004 MMA und Muay Thai zu trainieren.
Kraniotakes gehörte zu dieser Zeit zu den Top-5-MMA-Kämpfern in Deutschland. 2009 wurde er vom GroundandPound-Magazin für die Kategorie „Bester deutscher MMA-Kämpfer“ nominiert. Im September 2010 kämpfte er gegen Björn Schmiedeberg um den Schwergewichtstitel von Respect FC, verlor jedoch nach hartem Kampf nach Punkten. Im 2010 veröffentlichten Spiel „EA Sports MMA“ von Electronic Arts ist Kraniotakes einer der 50 spielbaren Charaktere. Am 11. Oktober 2010 strahlte RTL II eine Sondersendung der Reihe Welt der Wunder mit dem Titel „Waffe Mensch – mit Kampf gegen Gewalt“ aus, in welcher Kraniotakes einer der Protagonisten war.
Andreas Kraniotakes kommentiert neben Sebastian Hackl UFC-Übertragungen für den Streaming-Dienst DAZN live.

## Persönliches

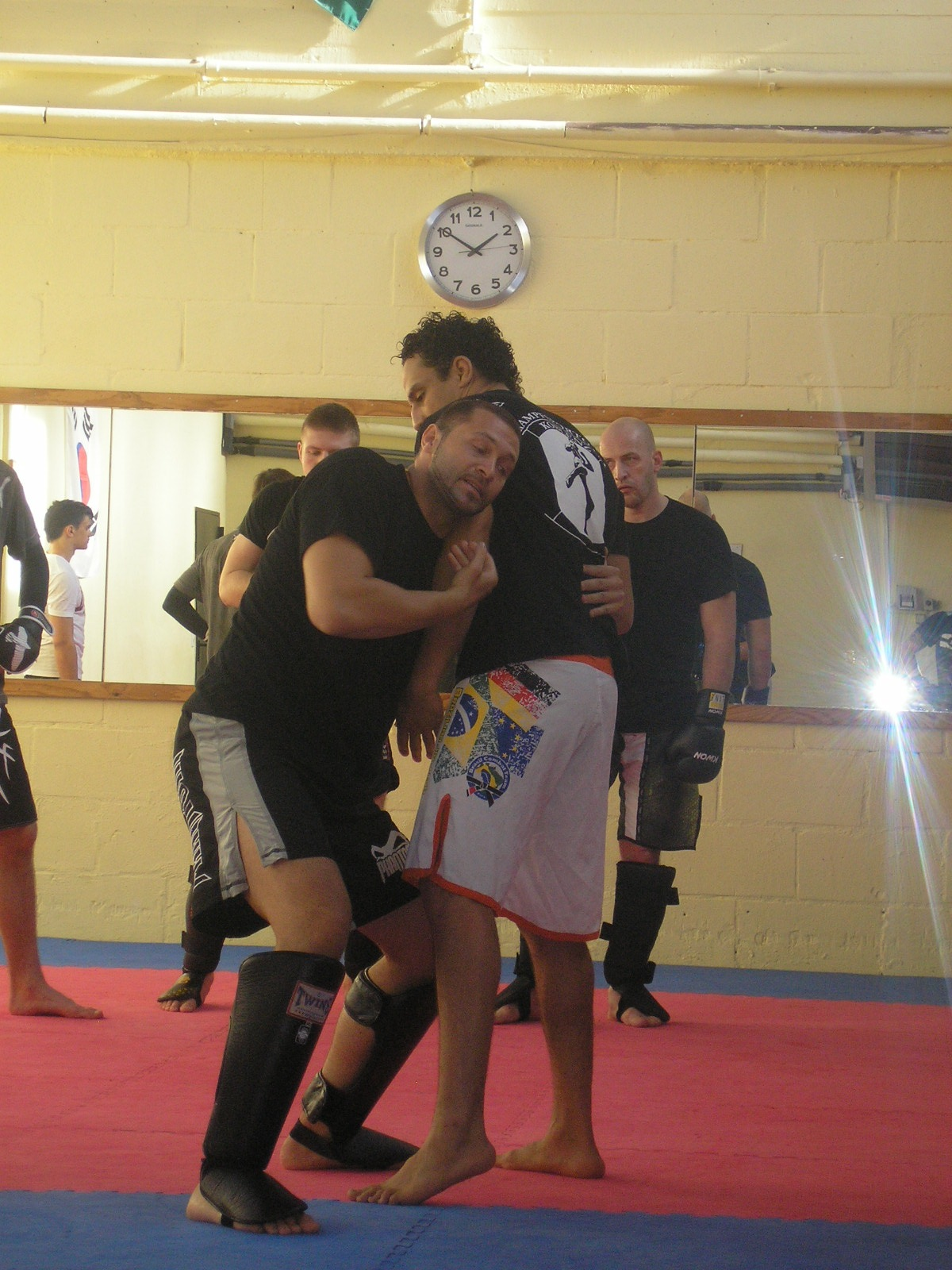
Andreas Kraniotakes (vorne) auf einem Seminar in Lübeck im Oktober 2010

Andreas Kraniotakes hat Abitur gemacht, ist von Beruf Diplom-Sozialpädagoge.

## MMA-Statistik
| Ergebnis   | Profi-Rekord | Gegner                          | Datum              | Veranstaltung                                    | Methode                          | Runde | Zeit |
| ---------- | ------------ | ------------------------------- | ------------------ | ------------------------------------------------ | -------------------------------- | ----- | ---- |
| Sieg       | 1-0          | Atila Atila                     | 16. Juli 2005      | EBMAS - German Championships                     | TKO (Schläge)                    | 2     | 1:55 |
| Sieg       | 2-0          | Andreas Paulus                  | 16. Juli 2005      | EBMAS - German Championships                     | TKO (Aufgabe durch das Team)     | 2     | 1:32 |
| Sieg       | 3-0          | Kevin Pohle                     | 29. März 2008      | OC 8 - Outsider Cup 8                            | TKO (Schläge)                    | 1     | 1:41 |
| Sieg       | 4-0          | Aleksander Stefanovic           | 14. Juni 2008      | OC 9 - Outsider Cup 9                            | Aufgabe (Schläge)                | 1     | 1:17 |
| Sieg       | 5-0          | Lars Klug                       | 27. September 2008 | OC 10 - Outsider Cup 10                          | TKO (Schläge)                    | 1     | 2:22 |
| Niederlage | 5-1          | Jerry Otto                      | 19. Oktober 2008   | La Onda - It's Showtime                          | Punktentscheidung (einstimmig)   | 3     | 5:00 |
| Sieg       | 6-1          | Waldemar Giebrecht              | 2. Oktober 2009    | OC - Cage Fight Night 5                          | TKO (Schläge)                    | 1     | 1:45 |
| Sieg       | 7-1          | „The Hun“ Nandor Guelmino       | 20. Dezember 2009  | WFC 9 - Restart                                  | TKO (Schläge)                    | 1     | 1:45 |
| Niederlage | 7-2          | Gerald „Geri“ Turek             | 27. März 2010      | WFC 10 - Night of Champions                      | KO (Knie und Schläge)            | 1     | 0:10 |
| Niederlage | 7-3          | Björn „Gazelle“ Schmiedeberg    | 11. September 2010 | RFC - Respect Fighting Championship 4            | Punktentscheidung (einstimmig)   | 5     | 5:00 |
| Sieg       | 8-3          | „The German Oak“ Thorsten Kronz | 27. November 2010  | TFS - Mix Fight Gala XI                          | Aufgabe (Reverse Triangle Choke) | 1     | 3:24 |
| Sieg       | 9-3          | Arunas Vilius                   | 5. März 2011       | SFC 4 - MMA Fight Night                          | KO (Knie gegen Körper)           | 1     | 1:06 |
| Niederlage | 9-4          | Aljin „Ico“ Ahmic               | 17. April 2011     | WFC 13 - Heavy Hitters                           | Aufgabe (Armbar)                 | 2     | 4:33 |
| Sieg       | 10-4         | Jay „Mean Streak“ Mortimore     | 16. Juni 2011      | CWFC - Fight Night 1                             | TKO (Schläge)                    | 1     | 4:14 |
| Sieg       | 11-4         | „The Iron Giant“ Dave Keeley    | 16. Juni 2011      | CWFC 43 - Cage Warriors Fighting Championship 43 | Aufgabe (Armbar)                 | 1     | 3:48 |
| Sieg       | 12-4         | David Shvelidze                 | 17. September 2011 | SFC 6 - Germany vs. Georgia                      | TKO (Schläge)                    | 1     | 2:51 |
| Niederlage | 12-5         | „The Maine-Iac“ Tim Sylvia      | 5. November 2011   | ProElite 2 - Big Guns                            | Punktentscheidung (einstimmig)   | 3     | 5:00 |
| Sieg       | 13-5         | Dmitry Poberezhets              | 23. Februar 2012   | CWFC 46 - Cage Warriors Fighting Championship 46 | Aufgabe (Rear-Naked Choke)       | 1     | 3:27 |
| Niederlage | 13-6         | Mike „300“ Hayes                | 16. März 2012      | CWFC - Fight Night 4                             | Aufgabe (Kimura)                 | 3     | 4:20 |
| Sieg       | 14-6         | Dawid Baziak                    | 1. September 2012  | TFS - Mix Fight Gala 13                          | Aufgabe (Rear-Naked Choke)       | 2     | 3:40 |
| Sieg       | 15-6         | Lubos Rauser                    | 30. September 2012 | MMAA - MMAA Arena                                | Aufgabe (Rear-Naked Choke)       | 1     | 2:25 |
| No Contest | 15-6-1       | Björn „Gazelle“ Schmiedeberg    | 16. Februar 2013   | GMC 3 - Cage Time                                | Unentschieden                    | 5     | 5:00 |
| Niederlage | 15-7-1       | Ricco „Suave“ Roderiguez        | 12. Mai 2013       | CFS 7 - Cage Fight Series 7                      | Punktentscheidung (einstimmig)   | 3     | 5:00 |
| Sieg       | 16-7-1       | „Le Commando“ Bruno Hosier      | 1. Juni 2013       | GFC - Gladiators Fighting Championship 2         | Aufgabe (Rear-Naked Choke)       | 1     | 2:17 |
| Sieg       | 17-7-1       | „The Furious“ Dritan Barjmarj   | 6. Juli 2013       | GMC 4 - Next Level                               | Aufgabe (Kimura)                 | 1     | 2:36 |
| Niederlage | 17-8-1       | Christian „Godzilla“ Colombo    | 26. September 2013 | EMMA 6 - The Real Deal                           | Punktentscheidung (einstimmig)   | 3     | 5:00 |
| Niederlage | 17-9-1       | „The Pit Bull“ Andrei Arlovski  | 29. November 2013  | Fight Nights - Battle on Nyamiha                 | TKO (Schläge)                    | 2     | 3:14 |
| Niederlage | 17-10-1      | Alexei Kudin                    | 19. Oktober 2014   | ProFC 55 - Kraniotakes vs. Kudin                 | TKO (Schläge)                    | 1     | 4:23 |
| Sieg       | 18-10-1      | Tassilo „Thai Tank“ Lahr        | 18. Mai 2015       | GMC 6                                            | Punktentscheidung (einstimmig)   | 3     | 5:00 |
| Niederlage | 18-11-1      | „The Soldier“ Dion Staring      | 27. November 2015  | FFC - Final Fight Championship 21                | Punktentscheidung (einstimmig)   | 3     | 5:00 |
| Niederlage | 18-12-1      | Martin „King Kong“ Zawada       | 7. Januar 2017     | GMC 10                                           | TKO (Schläge)                    | 2     | 1:47 |